# DR Андромеды
DR Андромеды (лат. DR Andromedae) — одиночная переменная звезда в созвездии Андромеды на расстоянии приблизительно 6298 световых лет (около 1931 парсека) от Солнца. Видимая звёздная величина звезды — от +12,94m до +11,65m.

## Характеристики
DR Андромеды — белая пульсирующая переменная звезда типа RR Лиры (RRAB) спектрального класса A. Радиус — около 3,65 солнечных, светимость — около 27,289 солнечных. Эффективная температура — около 6200 K.